# Szkoła Podstawowa nr 39 im. Bartosza Głowackiego w Krakowie
Szkoła Podstawowa nr 39 im. Bartosza Głowackiego – szkoła podstawowa znajdująca się w dzielnicy Grzegórzki, na krakowskim osiedlu Dąbie przy ulicy Jachowicza 5.

## Historia

### W Austro-Węgrzech
Decyzję o wybudowaniu jednoklasowej szkoły ludowej na terenie ówczesnej wsi Dąbie podjęto na mocy uchwały Rady Gminnej z dnia 14 maja 1891 roku. Rok później przystąpiono do budowy szkoły.
1 sierpnia 1892 roku Rada szkolna zatrudniła pierwszego nauczyciela, który rozpoczął swoją działalność dydaktyczno-wychowawczą od założenie szkolnego ogrodu. Z uwagi na wzrastającą z roku na rok liczbę dzieci w dniu 18 lutego 1896 roku Rada szkolna we Lwowie przekształciła szkołę na Dąbiu z jedno- na dwuklasową. Rok 1911 był dla szkoły znaczący. Szkoła – nadal dwuklasowa – realizowała program szkoły czteroklasowej typu niższego. W tymże roku szkoła otrzymała numer 39, a jej patronem został Bartosz Głowacki.
W 1913 roku rozpoczęto budowę nowego budynku wg projektu architekta Jana Zawiejskiego w stylistyce dworkowej.
Podczas I wojny światowej budynek szkoły zamieniono w szpital, a naukę zawieszono do roku 1915. Zajęcia wznowiono 8 stycznia 1916 r. Stary budynek szkoły przekazano siostrom Służebniczkom z przeznaczeniem na ochronkę (dom dziecka).

### Lata międzywojenne
Z powodu kryzysu gospodarczego i trudności ze zdobyciem opału, zimą 1919 roku trzykrotnie zawieszano naukę w szkole. W 1925 Kuratorium Krakowskiego Okręgu Szkolnego zreorganizowało szkołę dwuklasową i przekształciło ją w siedmioklasową. Gmina miasta Krakowa była zobowiązana do wzniesienia, wyposażenia i utrzymania budynku. Rok później utworzono Komitet Rodzicielski, który wraz z Radą Pedagogiczną zaopatrywał szkołę w przybory i pomoce naukowe, a dzieciom z rodzin najuboższych kupował ubrania oraz opłacał im wyjazdy na kolonie. W trosce o zdrowie dzieci pierwsze badania uzębienia przeprowadzono 1928 roku, zaś dwa lata później uczniowie mieli już zapewnioną stałą opiekę lekarza, dentysty i pielęgniarki. W 1929 roku do szkoły doprowadzono elektryczność, dwa lata później (1931) dobudowano piętro w środkowej części budynku, pozyskując w ten sposób pięć dodatkowych sal lekcyjnych. W 1932 do szkoły doprowadzono kanalizację, kończąc w ten sposób proces adaptacji placówki do nowoczesnej oświaty. Do najbardziej wzruszających momentów w historii szkoły doszło 5 maja 1935 r., kiedy to ksiądz Jan Matyasik poświęcił sztandar szkoły. Niestety, w niewyjaśnionych okolicznościach sztandar w czasie II wojny światowej zaginął.

### Sytuacja szkoły w okresie II wojny światowej
W 1939 r. po wkroczeniu hitlerowców do Krakowa, szkoła nr 39 została zajęta przez okupantów. Nauka prowadzona była wtedy w barakach i ochronce prowadzonej przez zakonnice. W 1941 roku budynek szkoły z powrotem oddano uczniom i nauczycielom.

### Po II wojnie światowej
W roku 1946 w szkole było 12 nauczycieli i 471 uczniów. Powstanie dużego osiedla Dąbie spowodowało gwałtowny wzrost uczniów w szkole. Uczęszczało do niej prawie 900 wychowanków. W 1968 roku przystąpiono do budowy nowego skrzydła. 26 maja 1970 r. do użytku szkolnego oddano 13 nowych sal, salę gimnastyczną oraz gabinety lekarski i dentystyczny. W 1972 r. w szkole urządzono harcówkę. Dnia 28 października 1975 r. szkole wręczono sztandar.
Gdy 13 grudnia 1981 ogłoszono stan wojenny, na kilka tygodni (do 4 stycznia 1982 r.) zawieszono naukę w szkole.
W 1992 roku szkoła obchodziła stulecie swego istnienia.
Dnia 1 września 1999 Szkoła Podstawowa nr 39 zmieniła swój profil ze szkoły podstawowej na gimnazjum i przyjęła numer 7 bez zmiany patrona, w 2017 r., w związku z reformą systemu oświaty, zmianę cofnięto.